# Посёлок совхоза «Селезнёвский»
Посёлок совхоза «Селезнёвский» (с 1893 до 1979 гг. —  станция Селезни) — населённый пункт в Тамбовском районе Тамбовской области России. 
Административный центр Селезнёвского сельсовета.

## География
Расположен в 20 км к северо-западу от центра Тамбова, на железной дороге Тамбов — Мичуринск — Липецк. В 4 км к востоку от посёлка находится село Селезни.

## История
Населённый пункт как станция Селезни известен с 1893 года в связи со строительством Козлово-Саратовской железной дороги.
Путём выделения двух отделений от совхоза «Комсомолец» в 1932 году здесь был создан самостоятельный совхоз «Селезнёвский». В основном это были переселенцы с Поволжья, бежавшие от голода, в том числе немцы. Сперва совхоз имел животноводческое направление, затем стало развиваться свиноводство (продукция шла также на экспорт в Англию и другие страны) и растениеводство.
В 1952 году за лучшие производственные показатели в социалистическом соревновании по сельскому хозяйству совхоз был награждён Почётной грамотой.
В 1979 году решением областного комитета станция Селезни переименована в посёлок совхоза «Селезнёвский». В 1979 году также на территории посёлка открыт Тамбовский сельскохозяйственный техникум.
В постсоветское время было разрушено сельское хозяйство, земли обрабатываются частично, животноводство полностью ликвидировано.

## Население
| 2002  | 2010  | 2012  | 2013  | 2014  | 2015  | 2016  |
| ----- | ----- | ----- | ----- | ----- | ----- | ----- |
| 4742  | ↘4503 | ↗4546 | ↘4518 | ↗4519 | ↘4477 | ↘4461 |
| 2017  | 2018  | 2019  | 2020  | 2021  |       |       |
| ↘4431 | →4431 | ↘4407 | ↘4361 | ↗4380 |       |       |

### Национальный состав
Согласно результатам переписи 2002 года, в национальной структуре населения русские составляли 98 % от жителей.